# Vlag van Hoogezand

Vlag van Hoogezand
(1929-1949)

De vlag van Hoogezand werd op 24 juli 1929 door de gemeenteraad van Hoogezand vastgesteld als gemeentevlag.
In 1949 verviel de vlag toen Hoogezand werd samengevoegd met Sappemeer tot de gemeente Hoogezand-Sappemeer. Deze heeft bestaan tot 1 januari 2018. Op die datum ging Hoogezand-Sappemeer op in de nieuw opgerichte gemeente Midden-Groningen. De vlag van Hoogezand-Sappemeer was mede op de vlag van Hoogezand gebaseerd.

## Beschrijving en verklaring
De vlag kan als volgt worden beschreven:
Een rode broeking ter lengte van 1/5 van de vlaglengte, beladen met een gele hamer met de kop naar de broek gericht, boven en onder deze twee gele scheepshamers, de bovenste met linksschuin met de kop naar beneden; de onderste rechtsschuin met de kop naar boven; in de vlucht tien horizontale banen van bruin en geel, van gelijke hoogte; in het midden van de vlucht een zwart tandwiel met een hoogte van de helft van de vlaghoogte, vergezeld van tien liggende rechthoekige zwarte blokjes, een onder, een boven, de overige acht gelijk verdeeld aan weerszijden.
De kleuren zijn ontleend aan het gemeentewapen, evenals de stukken. Het vlagbeeld komt grotendeels overeen met het beeld van het gemeentewapen. Het ontwerp van de vlag was afkomstig van de toeristenbond. De bruine banen staan voor de grond waaruit turf wordt gewonnen, die is weergegeven als zwarte blokjes, de hamers staan voor scheepsbouw en het tandwiel voor de industrie. Dit waren de voornaamste activiteiten in de gemeente.

## Verwante afbeeldingen

Het wapen van Hoogezand
De vlag van Hoogezand-Sappemeer